# 白尾丽蜂鸟
，是雨燕目蜂鸟科的一种鸟类。
白尾丽蜂鸟体重约3克，翼长约49.5毫米，嘴峰长约17.7毫米，喙宽度约1.5毫米，喙厚度约1.7毫米，跗蹠长约4.4毫米，尾长约28.6毫米。白尾丽蜂鸟在其分布区内为留鸟，其栖息在密集的高大树木组成的森林中，食性为草食性，主要食物来源是植物的花蜜。
白尾丽蜂鸟分布于哥斯达黎加南部至巴拿马中部的太平洋沿岸。该物种是单型物种，没有亚种分化。